# Белизский Барьерный риф
Белизский Барьерный риф (англ. Belize Barrier Reef) — цепь коралловых рифов длиной 280 км, пролегающая вдоль побережья Белиза на расстоянии 13 — 24 км от него. Входит в состав Мезоамериканского Барьерного рифа, тянущегося на 900 км от северной оконечности Юкатана до берегов Гватемалы. Эта рифовая система — крупнейший барьерный риф в Атлантическом океане и второй по величине в мире после австралийского Большого Барьерного рифа.

## Туризм
Белизский Барьерный риф является главной туристической достопримечательностью Белиза, его посещают до 130 тыс. туристов в год. Риф также важен с рыбопромысловой точки зрения. Морское дно между рифом и материком песчаное, местами встречаются островки, заросшие мангровыми зарослями. В восточной части, где глубина моря резко увеличивается, расположены три отдельных атолла — Тернеф, Гловерс-Риф и Лайтхаус-Риф.
Температура воды в районе рифа слабо колеблется в течение года — 23—25 °C зимой, и 25—28 °C летом. На островах располагаются морские курорты с дайвинг-центрами. В центре Лайтхаус-Рифа находится знаменитая Великая голубая дыра — затопленная морем большая карстовая воронка.

## Биологическое разнообразие
Экосистемы прибрежной зоны Белиза с 1996 года входят в список Всемирного наследия ЮНЕСКО как одни из наиболее богатых экосистем в мире. На семи участках объекта представлен процесс эволюционного развития рифов. Также вблизи рифа встречаются редкие виды морских животных, такие как морские черепахи, ламантин и американский острорылый крокодил. Кроме того, на рифе обитают:
- 70 видов твёрдых кораллов,
- 36 видов мягких кораллов,
- 500 видов рыб,
- сотни видов беспозвоночных.

При этом, по оценкам учёных, открыто всего 10 % видового разнообразия рифа.

## Защита окружающей среды

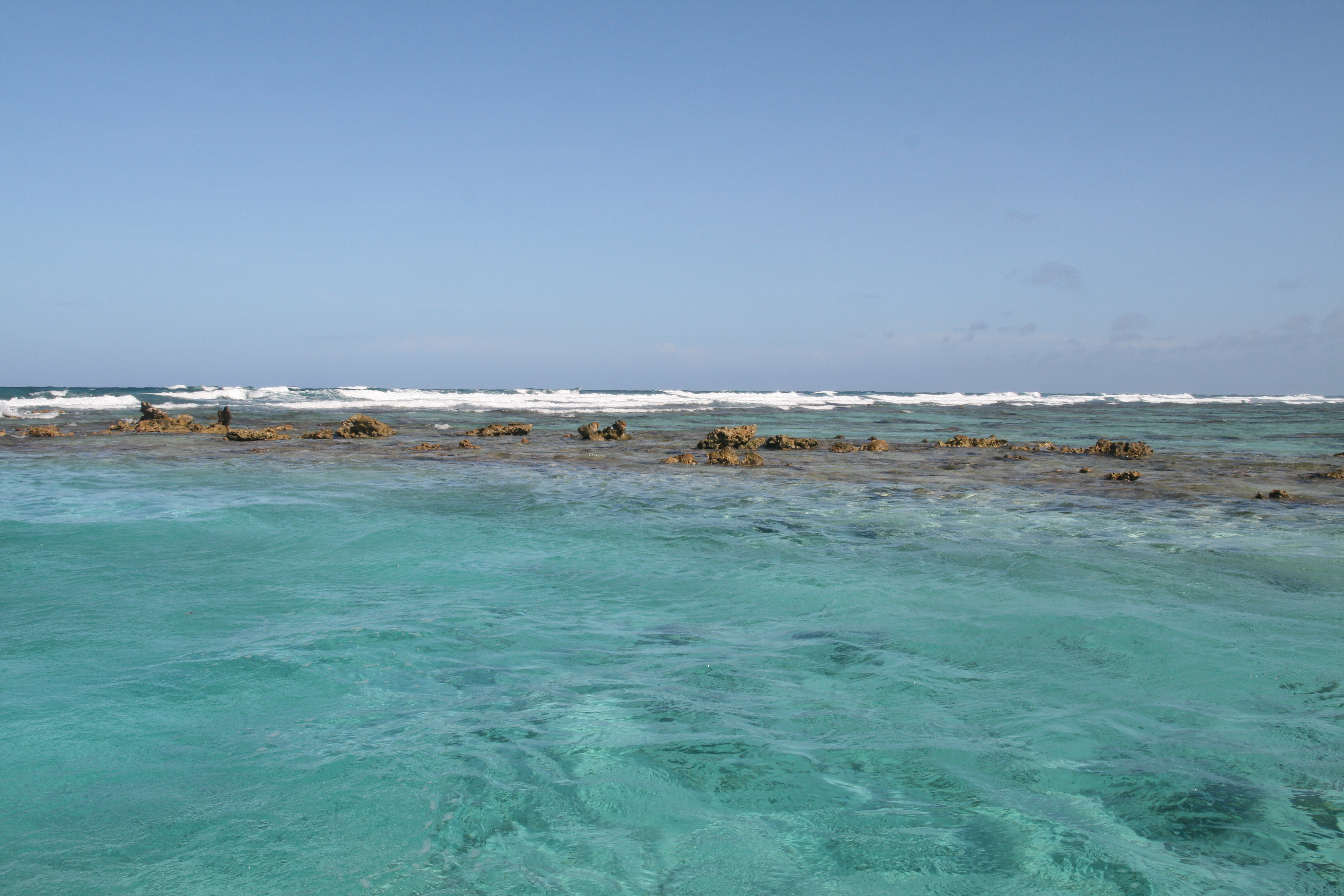
Вид с полуострова Амбергрис-Кей.

Резерваты Барьерного Рифа Белиза включают в себя семь морских заповедников, 450 рифов и три атолла. Суммарная площадь охраняемых территорий достигает 960 км². В них входят:
- Морской заповедник Гловерс-Риф
- Великая голубая дыра
- Природный памятник Халф-Мун-Кей
- Морской заповедник Хол-Чан

Несмотря на защитные мероприятия, экосистема рифа постоянно находится под угрозой загрязнения и разрушения из-за неконтролируемого туризма, судоходства и рыболовства. Ураганы, глобальное потепление и вызываемое этим повышение температуры воды также несут в себе угрозы, например, — обесцвечивание кораллов. По утверждению учёных, с 1998 года было повреждено более 40 % белизских рифов.